# This Is What I Live For
This Is What I Live For — десятый студийный альбом Blue October, был записан в период в 2019-2020 годов. Релиз состоялся 23 октября 2020 года.

## Об альбоме
This Is What I Live For записан в «Up/Down Studios» в городе Сан-Маркос (Техас). Запись альбома началась 9 декабря 2019 года, а была завершена весной 2020 года.
Первым синглом 28 февраля 2020 года вышла песня Oh My My, которая в сентябре 2020 года поднялась на 10 место в чарте альтернативного рока Billboard. 24 сентября был выпущен второй сингл Moving On (So Long).
Обложку альбома, а также картины для каждой песни, нарисовал художник Филлип Николс.
В записи альбома приняли участие дочь Джастина Фёрстенфелда Блю Рид (песня Fight for Love), вокалистка группы "Sound of Ceres" Карен Ховер (песняLove Stupid) и друг группы Стив Шильц.

## Список композиций
| №                   | Название                                        | Текст песни                       | Музыка                                                                            | Длительность |
| ------------------- | ----------------------------------------------- | --------------------------------- | --------------------------------------------------------------------------------- | ------------ |
| 1.                  | «I Laugh At Myself»                             | Джастин Фёрстенфелд               | Джастин Фёрстенфелд                                                               | 3:24         |
| 2.                  | «The Way I Used To Love You»                    | Джастин Фёрстенфелд               | Джастин Фёрстенфелд, Эрик Хольц                                                   | 4:04         |
| 3.                  | «Love Stupid (feat. Karen Hover)»               | Джастин Фёрстенфелд               | Джастин Фёрстенфелд, Стив Шильц                                                   | 4:31         |
| 4.                  | «This is What I Live for (feat. Steve Schiltz)» | Джастин Фёрстенфелд, Стив Шильц   | Джастин Фёрстенфелд, Эрик Хольц, Стив Шильц                                       | 4:53         |
| 5.                  | «Fight for Love (feat. Blue Reed Furstenfeld)»  | Джастин Фёрстенфелд               | Джастин Фёрстенфелд, Стив Шильц, Мэтт Новески, Эрик Хольц                         | 4:06         |
| 6.                  | «Oh My My»                                      | Джастин Фёрстенфелд               | Джастин Фёрстенфелд, Эрик Хольц                                                   | 3:11         |
| 7.                  | «Moving on (So Long)»                           | Джастин Фёрстенфелд               | Джастин Фёрстенфелд                                                               | 3:07         |
| 8.                  | «I Will Follow You»                             | Джастин Фёрстенфелд               | Джастин Фёрстенфелд                                                               | 4:01         |
| 9.                  | «Completely»                                    | Джастин Фёрстенфелд               | Эрик Хольц                                                                        | 3:55         |
| 10.                 | «Stay With Me»                                  | Джастин Фёрстенфелд               | Джастин Фёрстенфелд, Райан Делахуси, Джереми Фёрстенфелд, Мэтт Новески, Уилл Наак | 6:16         |
| 11.                 | «The Weatherman»                                | Мэтт Новески, Джастин Фёрстенфелд | Джастин Фёрстенфелд, Мэтт Новески, Кейси Макферсон                                | 5:31         |
| 12.                 | «Who Do You Run From»                           | Джастин Фёрстенфелд               | Джастин Фёрстенфелд                                                               | 5:57         |
| 13.                 | «Only Lost Is Found»                            | Джастин Фёрстенфелд               | Джастин Фёрстенфелд, Эрик Хольц                                                   | 5:08         |
| Общая длительность: | Общая длительность:                             | Общая длительность:               | Общая длительность:                                                               | 58:07        |

Помимо этих для альбома были написаны другие песни: The Boxer (планируется выпустить ее в качестве бонуса), Follow Me Down, Peace I’m Seeking, Show Me That You Want Me, Hold You Up, The Wind, London, Stitches, Song Of Hope, Love You Now, Sun Go Down, SlowCore Grand Stand, Columbus, Together We Wait, Lake, Idaho, Minneapolis, UH Huh, Hope, I’ll Get Better, Montana, Spokane, Magic Isn’t Real, Slow Down.

## Участники записи
Blue October
- Джастин Фёрстенфелд — стихи (все треки, кроме 11), вокал, гитара
- Райан Делахуси — скрипка, мандолина, фортепиано, синтезатор, струнные, бэк-вокал
- Джереми Фёрстенфелд — барабаны, перкуссия, бэк-вокал
- Мэтт Новески — бас-гитара, бэк-вокал, стихи (11 трек)
- Уилл Наак — гитара, бэк-вокал

Сессионные музыканты
- Карен Ховер - бэк-вокал (трек 3)
- Стив Шильц - гитара, бэк-вокал (трек 4)
- Блю Рид Фёрстенфелд - бэк-вокал (трек 5)

Продакшн
- Джастин Фёрстенфелд — продюсер
- Эрик Д. Хольц - ассистент продюсера, звукоинженер, сведение (трек 9)
- Марк Нидхэм - сведение (кроме трека 9)
- Джейсон Питерс - ассистент инженера в Up/Down Studios
- Калеб Муньос - ассистент инженера в Up/Down Studios
- Кэти Мэй - ассистент инженера в Real World Studios

Менеджмент
- Пол Нюджент — менеджер, ответственный за работу с A&R (представитель Brando Records)
- Майк Свинфорд — менеджер
- Сара Штайнбрехер - менеджер
- Rainmaker Artists
- Dunn, Pariser & Peyrot (Марк Пэризер и Илана Нобл) - управление делами
- Rothenberg, Mohr & Binder, LLP (Джереми Мор) - юридическое сопровождение
- MRI (Мисси Каллаццо) - дистрибуция
- Gunner Black Co. / Scoop Merchandising - мерчендайзинг
- Artist Group International (Ник Сторч, Майкл Арфин) - агенты

Оформление
- Филлип Николс - художник
- Абел Лонгория - фотограф
- One Ton Creative - оформление упаковки